# Maurizio Costanzo
Maurizio Costanzo (Roma, 28 agosto 1938 – Roma, 24 febbraio 2023) è stato un giornalista, conduttore televisivo, conduttore radiofonico, accademico, scrittore, sceneggiatore e paroliere italiano.
Volto tra i più noti della televisione italiana è considerato un vero innovatore in tale contesto come iniziatore del genere del talk show.
Celebre è il Maurizio Costanzo Show, sua trasmissione prediletta e considerata come la più longeva della televisione italiana, che contribuì a lanciare personaggi dello spettacolo quali Carlo Verdone, Christian De Sica, Dario Vergassola, Enrico Mentana, Fiorello, Giobbe Covatta, Giorgia, Emilio Fede, Luciana Littizzetto, Mara Venier, Massimo Lopez, Fabrizio Corona, Michele Santoro, Paolo Bonolis, Loredana Bertè, Renzo Arbore, Carmelo Bene, Ricky Memphis, Belen Rodriguez, Rita dalla Chiesa, Alfonso Signorini, Vladimir Luxuria, Enrico Papi, Vittorio Sgarbi, Giampiero Mughini, Gene Gnocchi, Enzo Iacchetti, Andrea Pucci, Mauro Coruzzi, Valerio Mastandrea, Maria De Filippi, Massimo Boldi, Gerry Scotti, Michelle Hunziker, Enrico Brignano e Luciano De Crescenzo.

## Biografia
Nato da famiglia originaria di Ortona, figlio unico di Ugo Costanzo e Jole De Toni, dopo il diploma di liceo classico nel 1956 iniziò giovanissimo la sua carriera di giornalista e, solo pochi anni più tardi, di autore radiofonico e televisivo.
(Corriere dello Sport-Stadio, 25 febbraio 2023)

### Gli esordi
Cresciuto con il sogno di diventare giornalista, intraprende la sua carriera nel 1956, a soli diciotto anni, come cronista nel quotidiano romano Paese Sera. Nel 1957 entra a far parte della redazione del Corriere Mercantile di Genova. A 22 anni comincia a collaborare con TV Sorrisi e Canzoni, intervista fra l'altro Totò; pochi anni più tardi, nel 1960, diventa caporedattore della redazione romana del settimanale Grazia. Nel 1963 esordisce come autore radiofonico per uno spettacolo affidatogli da Luciano Rispoli - allora caposervizio del varietà a Radio Rai - dal titolo Canzoni e nuvole, condotto da Nunzio Filogamo. Nel 1966 è coautore del testo della canzone Se telefonando, scritto insieme con Ghigo De Chiara, con musica di Ennio Morricone e portata al successo da Mina.
Costanzo è anche co-ideatore del personaggio Giandomenico Fracchia, creato e impersonato da Paolo Villaggio, che lui stesso scopre nel 1967 e incoraggia a esordire in un cabaret di Roma. Nel 1969 scrive il copione dell'originale televisivo Sposarsi non è facile per la rubrica Rai Vivere insieme di Ugo Sciascia. Nel 1970 conduce la trasmissione radiofonica di successo Buon pomeriggio, con Dina Luce.

Maurizio Costanzo in Bontà loro

### Gli anni settanta e ottanta: daBontà loroalMaurizio Costanzo Show
A partire dalla metà degli anni settanta è ideatore e conduttore di numerosi spettacoli televisivi improntati a un genere allora agli albori, quello del talk show: Bontà loro (1976-1978), considerato a buon diritto il secondo esempio di talk show nella storia della televisione italiana dopo L'Ospite delle 2 di Luciano Rispoli del 1975, Acquario (1978-1979), Grand'Italia (1979-1980) e Fascination (1984). Queste esperienze lo portano a realizzare il suo spettacolo televisivo più famoso, celebrato e longevo, il Maurizio Costanzo Show, in onda dal 1982 - sia pure con alcune interruzioni - talk show registrato al Teatro Parioli di Roma, di cui Costanzo è diventato anche direttore artistico dal 1988 al 2011.
Il successo di tali programmi è dato anche dalla particolare tecnica d'intervista di Costanzo, che «è un pontefice dell'interruzione. Riesce cioè a far dire, a far seguitare la conversazione e il ragionare, inframmezzandosi al discorso altrui e nello stesso tempo rendendolo possibile. [...] Costanzo è maestro di allusioni, che accenna e lascia sospese, quasi fossero da concludere da parte dell'interlocutore o dell'uditorio».
Negli anni, dal Maurizio Costanzo Show - che nel frattempo diventa il "salotto mediatico" più importante e influente della televisione italiana - muovono i loro primi passi nella celebrità televisiva - e non solo - personaggi come Vittorio Sgarbi, attori come Nik Novecento, Valerio Mastandrea e Ricky Memphis, autori satirici e comici come Daniele Luttazzi e Alessandro Bergonzoni, cabarettisti come Giobbe Covatta, Enzo Iacchetti, Dario Vergassola, Stefano Nosei e Gioele Dix.
Alcune puntate del Maurizio Costanzo Show erano intitolate "Uno contro tutti" e veniva invitato un solo ospite, solitamente un politico o uomo di spettacolo, che doveva rispondere alle domande del pubblico, a volte anche provocatorie.

Maurizio Costanzo con Mario Merola

Costanzo è stato autore di diverse opere teatrali, fra le quali la pièce Cielo, mio marito! (scritta a quattro mani con Marcello Marchesi), che, diretta da Aldo Trionfo, viene interpretata e portata al successo da Gino Bramieri e Ombretta Colli. La sua prima commedia, Il marito adottivo, va in scena nel 1969 per la regia di Lucio Ardenzi. Dal 1970 al 1977 vengono rappresentate anche: Con assoluta gratitudine, con la coppia Francesco Mulè e Sandra Mondaini, Un amore impossibile, con l'inossidabile coppia Aroldo Tieri e Giuliana Lojodice, Un coperto in più, recitata dai fratelli Aldo e Carlo Giuffré per la prima volta insieme, e infine Vecchi, vuoti a rendere, con Cecilia Sacchi e Arnoldo Foà, che ne curerà anche la regia nel 1972. Quest'ultima opera sarà poi interpretata da Paolo Ferrari e Valeria Valeri, prima diretti da Massimo Cinque e poi, nel 1992, con il titolo Vuoti a rendere, dal regista Gianni Fenzi.
Collaboratore a un primo progetto scritto del film Salò o le 120 giornate di Sodoma (1975) di Pier Paolo Pasolini, Costanzo partecipa alla sceneggiatura di molti altri film, quattro dei quali diretti da Pupi Avati: Bordella (1976), La casa dalle finestre che ridono (1976) - divenuto con il tempo un vero e proprio cult del genere horror - Tutti defunti... tranne i morti (1977) e Zeder (1983). Nel 1977 contribuisce alla stesura della sceneggiatura del film di Ettore Scola Una giornata particolare, interpretato dalla coppia Sophia Loren-Marcello Mastroianni. Nel 1978 dirige anche un film, l'ironico Melodrammore, parodia dei melodrammi matarazziani interpretato dall'attore-simbolo del genere, Amedeo Nazzari, alla sua ultima apparizione cinematografica.
Nel 1977 intuisce il grande talento dell'allora semi-sconosciuto Luciano De Crescenzo e ne promuove la sua opera prima Così parlò Bellavista, invitandolo nel suo programma Bontà loro. De Crescenzo può quindi scegliere di dedicarsi solo alla carriera di autore, abbandonando definitivamente la precedente professione di ingegnere all'IBM.
Nel 1978 comincia la sua collaborazione con la Rizzoli editore assumendo la direzione de La Domenica del Corriere. L'anno seguente viene incaricato di dirigere il nuovo quotidiano popolare L'Occhio, che esce nell'autunno del 1979. Sul network televisivo Primarete Indipendente, appartenente al medesimo editore Rizzoli, nel 1980, viene incaricato di dirigere quello che è il primo esempio di telegiornale nazionale privato della TV italiana, Contatto. Finché nel 1981 lo scandalo della Loggia P2 non travolge tutto. Il nome di Costanzo compare nelle famose liste che vengono trovate nell'abitazione di Licio Gelli. Il 31 marzo, prima ancora che la lista venga resa pubblica (ciò avverrà il 21 maggio), Costanzo si dimette dalla direzione de L'Occhio. È un duro colpo per l'immagine di Costanzo, che decide di lasciare gli schermi televisivi per un anno. Fu l’imprenditore sardo Nicola Grauso a offrirgli la possibilità di ricominciare: in quel periodo comincia a lavorare per Videolina, una piccola emittente sarda, dove conduce alcuni programmi di approfondimento. Il 14 settembre 1982 la sua carriera conosce un nuovo inizio: parte il Maurizio Costanzo Show e più tardi lavora anche per Canale 21.
Intorno alla metà degli anni ottanta decide di fondare la propria società di produzione, Fortuna Audiovisivi. Insieme con Alberto Silvestri (suo grande amico e coautore di alcuni dei suoi programmi più importanti, nonché padre del noto cantautore Daniele Silvestri), nel 1984, comincia a scrivere e a interpretare personalmente i 52 episodi di quella che si può considerare la prima situation comedy all'italiana, Orazio, nella quale recita insieme con l'allora compagna di vita, Simona Izzo (che venne poi sostituita nella seconda stagione da Emanuela Giordano, quando la loro convivenza entrò in crisi, anche se poi la Izzo riprese il ruolo nella terza ed ultima stagione), Angiolina Quinterno ed Alessia Fabiani, allora bambina; le musiche sono composte da Paolo Pietrangeli (che è pure il regista di gran parte delle sue trasmissioni televisive) e Luigi Ceccarelli. Gli episodi vengono trasmessi settimanalmente su Canale 5 all'interno del contenitore domenicale Buona Domenica, di cui Costanzo è uno dei conduttori. L'esperienza di attore verrà ripetuta nel 1989 con un'altra situation comedy, Ovidio, durata però una sola stagione, e trasmessa sempre alla domenica pomeriggio su Canale 5, qui affiancato da Ingrid Schoeller, Sabina Guzzanti, Monica Scattini, Claudia Pittelli, Alex Partexano e nuovamente Angiolina Quinterno. 
Sempre in questi anni collabora con il settimanale Gente in veste di critico cinematografico.
Nel 1988 la casa editrice italiana di giochi da tavolo Clementoni pubblica Insieme, un gioco a quiz per il quale Maurizio Costanzo scrive le domande della categoria Spettacolo. 
La poliedricità di Costanzo si manifesta anche in alcune sue trasmissioni televisive a carattere maggiormente "nazional-popolare" come il programma domenicale Buona Domenica, che inizialmente conduce alternandosi con Corrado (dal 13 gennaio 1985) e poi da solo, come conduttore principale, fino al 31 maggio 1987. Vi fa ritorno il 6 ottobre 1996 e vi ci rimane fino al 14 maggio 2006 come autore-presentatore, alternando alla conduzione le partecipazioni di Fiorello, Paola Barale, Claudio Lippi, Luca Laurenti, Enrico Papi, Laura Freddi e Massimo Lopez.
A partire dalle ultime edizioni da lui presiedute però, diventano ospiti fissi soubrette e personaggi dalle dubbie doti artistiche, protagonisti di reality-show e della cronaca rosa: tali presenze saranno confermate e tale filosofia verrà estremizzata, con il passaggio della conduzione del programma a Paola Perego, nel 2006. Dal 1988 comincia ad andare in onda il suo programma Taccuino di Maurizio Costanzo, sull'emittente radiofonica romana Radio Dimensione Suono, che interromperà solo sul finire degli anni novanta.

### Gli anni novanta e duemila

Maurizio Costanzo in uno spot contro la mafia, primi anni novanta

Nel 1991 conduce ancora dagli studi cagliaritani dell'emittente televisiva sarda Videolina, un talk show dal titolo Dopo cena, per diverse puntate.
Nel marzo 1992 esordisce su Canale 5 un nuovo programma di Costanzo, intitolato Guerra o pace, la cui sigla, Il mio nome è donna, è cantata da Lidia Martorana.
Nel 1995 viene nominato direttore artistico del Festival Città Spettacolo di Benevento, carica a cui rinuncia nel 1999.
Nel 1997 diviene direttore artistico del Teatro Ciak di Milano, che dirige fino alla stagione 1999. Nel novembre del medesimo anno diventa direttore di Canale 5, la rete ammiraglia di Mediaset, carica che ricopre fino al 3 novembre 1999.
Nel 1999 viene nominato presidente di Mediatrade, la società del gruppo Mediaset preposta a occuparsi di tutto ciò che riguarda la fiction televisiva. 
Nel 2000, insieme con l'imprenditore Alessandro Benetton e alla sua banca d'affari, fonda la società Maurizio Costanzo Comunicazione. Il suo scopo dichiarato è incentrato principalmente sul mondo di Internet, proponendosi la consulenza e la gestione di tutto ciò che può riguardare la comunicazione e l'immagine di personaggi pubblici dello star system, di politici e di imprenditori. Direttore artistico di Canale 5, riveste diverse importanti cariche presso la società Mediaset e intrattiene anche rapporti di consulenza con la rete TV LA7.

Costanzo, frequentemente appellato 'dottore', non si è mai laureato, anche se nel 2009 ha ricevuto una laurea magistrale honoris causa in Giornalismo, editoria e multimedialità conferita dalla Libera università di lingue e comunicazione IULM di Milano.
(Intervista al settimanale Epoca, 30 novembre 1993)
Ciò non gli ha impedito di insegnare, a partire dal 1996, alla Facoltà di Scienze della comunicazione dell'Università La Sapienza di Roma (nell'anno accademico 2008-2009 ha avuto l'affidamento di Teoria e applicazioni del linguaggio televisivo e il Laboratorio sui formati e i generi televisivi). Durante la sua pluridecennale carriera giornalistica può vantare collaborazioni con alcuni dei più importanti quotidiani e settimanali nazionali come Corriere della Sera, Il Mattino, La Stampa, Epoca. Fino al novembre 1997 tiene anche rubriche su Gioia e Film tv.
Dai primi anni duemila scrive per il quotidiano Il Messaggero (cura una rubrica quotidiana denominata il Diario), e per i settimanali Gente e Panorama. Dal 2007 collabora anche con Il Riformista.
Nel 2004 è anche uno dei fondatori e collaboratori del quotidiano sportivo Il Romanista, giornale dedicato unicamente alla società calcistica Roma, di cui Costanzo si dichiara essere tifosissimo e che ritiene uno degli unici punti fermi nella propria vita. Sempre nel 2004 pubblica un libro edito da Mondadori, Chi mi credo di essere, nel quale si confessa apertamente su svariati temi anche relativi al suo passato, con la collaborazione del giornalista Giancarlo Dotto.
Il 12 gennaio 2005 chiude il Maurizio Costanzo Show per protesta contro lo sforamento dei programmi di prima serata che lo costringevano ad andare in onda a tarda notte. Con il programma mattutino Tutte le mattine, iniziato il 19 aprile 2004, Costanzo unisce il talk show all'attualità. Il Maurizio Costanzo Show riprende il 16 settembre 2005 sul canale digitale terrestre di Mediaset.
Dal 14 maggio 2006, lasciata Buona Domenica, Costanzo si riserva la fascia preserale domenicale con Conversando, programma di interviste e attualità. È presente su Italia 1 con Altrove - Liberi di sperare, trasmissione dedicata alla vita nelle carceri. Infine su Rete 4 cura una rubrica intitolata Il grande cinema italiano dove vengono presentate famose pellicole italiane del passato che vengono poi trasmesse.Dal 18 settembre 2006 Tutte le mattine si trasforma e slitta: diventa pomeridiano, viene introdotto il pubblico e il nome cambia in Buon pomeriggio, già titolo di un suo fortunato programma radiofonico degli anni settanta condotto in coppia con Dina Luce. Nel 2006 vede la luce anche un altro libro edito da Mondadori, dal titolo E che sarà mai?.

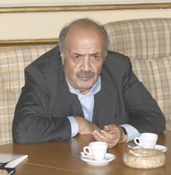
Maurizio Costanzo nel 2008

Il 7 gennaio 2007 conclude il programma Conversando per riproporre l'11 gennaio il Maurizio Costanzo Show, ogni giovedì sempre su Canale 5. Da aprile dello stesso anno conduce su Rai Radio 1 la trasmissione L'uomo della notte dalle 00.20 circa all'una, alternando telefonate, musica e riflessioni su temi d'attualità contattando periodicamente il professor Angelo Vescovi per gli sviluppi della ricerca sulle cellule staminali. Dal 2009 ha anche introdotto diverse rubriche: Poetando, dedicata alla lettura di brevi poesie di autori ancora sconosciuti; tra questi spesso viene nominato il misterioso Ugo Straniero che, secondo molti ascoltatori, è un poeta inesistente ma solo lo pseudonimo con cui lo stesso Costanzo firmerebbe le sue stesse poesie, di cui riuscì a pubblicarne 92 in un primo libro. Del 2010 la rubrica Diariando, in cui viene letta una pagina del Diario personale inviata dallo stesso scrittore alla redazione, e del 2011 Letterando nella quale vengono lette alcune lettere ritenute di particolare importanza personale dalla persona che le invia alla stessa redazione. 
Nel 2007 assume la responsabilità di direttore artistico del Teatro Brancaccio di Roma, sostituendo nel ruolo l'attore Gigi Proietti, dopo un suo polemico siluramento. 
All'inizio del 2008 accetta di diventare direttore artistico della Fondazione Teatro di Latina. Sempre nel 2008 sostituisce nel compito di direttore artistico del Todi Arte Festival l'attrice Simona Marchini, a seguito di un altro polemico allontanamento.
L'11 ottobre 2009, nell'ambito televisivo, conduce l'ultima edizione del noto Maurizio Costanzo Show, in onda per due sere a settimana, riproponendo in ogni puntata filmati tratti dalle precedenti edizioni e commentandoli in studio con Alfonso Signorini e i protagonisti dei filmati. Contemporaneamente annuncia di aver firmato un contratto che lo vedrà tornare, dopo quasi trent'anni di assenza, in Rai, dove sarà autore e conduttore del programma di Rai 1 Memorie dal bianco e nero insieme con Enrico Vaime. Dal 2009 torna anche su Rai Radio 1.

### Gli anni duemiladieci e duemilaventi
Dal 22 febbraio 2010 conduce Bontà sua su Rai 1 (chiaro riferimento a Bontà loro), rubrica giornaliera in cui intervista personaggi dello spettacolo. Nell'estate 2010 partecipa alla trasmissione calcistica Notti Mondiali, con Paola Ferrari e Gian Piero Galeazzi, in diretta da piazza di Siena a Roma. 
A partire dal 13 settembre 2010 torna alla conduzione del programma Bontà loro che va a sostituire proprio Bontà sua: vengono quindi inseriti più ospiti rispetto al formato precedente, la trasmissione viene poi chiusa il 14 febbraio 2011 a causa dei bassi ascolti. Poche settimane più tardi, il conduttore è tornato in video nel preserale di Rai 2 con Maurizio Costanzo Talk, e conduce il sabato in seconda serata su Rai 1 la trasmissione Italia mia con Enrico Vaime. Sempre dagli anni duemiladieci, la sua rubrica Diario approda sull'altro principale quotidiano romano, Il Tempo. Sempre su questa testata, oltre che sul quotidiano Libero, di proprietà dello stesso editore, cura anche la rubrica di critica televisiva Buona Tv a Tutti.
Da novembre 2011 conduce Di che talento sei?, trasmesso al sabato in seconda serata su Rai 1. Nello stesso anno è anche opinionista fisso sull'emittente radiofonica romana Radio Manà Manà. 
Dal maggio 2012 Costanzo conduce Italia in 4D su Rai Storia e S'è fatta notte su Rai 1. Nel giugno 2012 Maurizio Costanzo diventa il direttore artistico di Vero. Sempre in questo anno torna anche a proporsi in vesti di paroliere, firmando per Marcella Bella il brano Da quando mi hai lasciata, incluso nell'album Femmina Bella, con il quale l'interprete catanese festeggia i 40 anni di carriera.
Dal giugno 2013 è editorialista del Corriere dell'Umbria e delle altre edizioni dei quotidiani che fanno parte del gruppo editoriale perugino: sua la rubrica settimanale di prima pagina La domenica col baffo. Dal 9 settembre al 21 luglio dell'anno dopo, conduce su RTL 102.5 la prima edizione del Radio Costanzo Show, insieme con Pierluigi Diaco e Jolanda Granato, in onda ogni lunedì. 
Dal 3 aprile 2014 conduce su San Marino RTV Scusi, mi racconta San Marino? dove nei dieci appuntamenti intervista personaggi italiani legati alla Repubblica del Titano. Contemporaneamente è ospite ricorrente di Domenica in dove insieme con la conduttrice Mara Venier ricorda i personaggi più importanti della storia del piccolo schermo.
Dal 9 dello stesso anno maggio torna a Mediaset dove realizza 40 appuntamenti in seconda serata con il meglio del Maurizio Costanzo show intitolato Maurizio Costanzo Show - La storia. Programmato inizialmente esclusivamente per la rete tematica Mediaset Extra, dal 7 luglio viene promosso con una puntata settimanale su Canale 5. Dal 13 settembre è al timone di una nuova edizione di S'è fatta notte, insieme con Enrico Vaime andando in onda in seconda serata, prima, dopo il varietà di Massimo Ranieri Sogno e son desto, e successivamente, dopo la decima edizione di Ballando con le stelle.

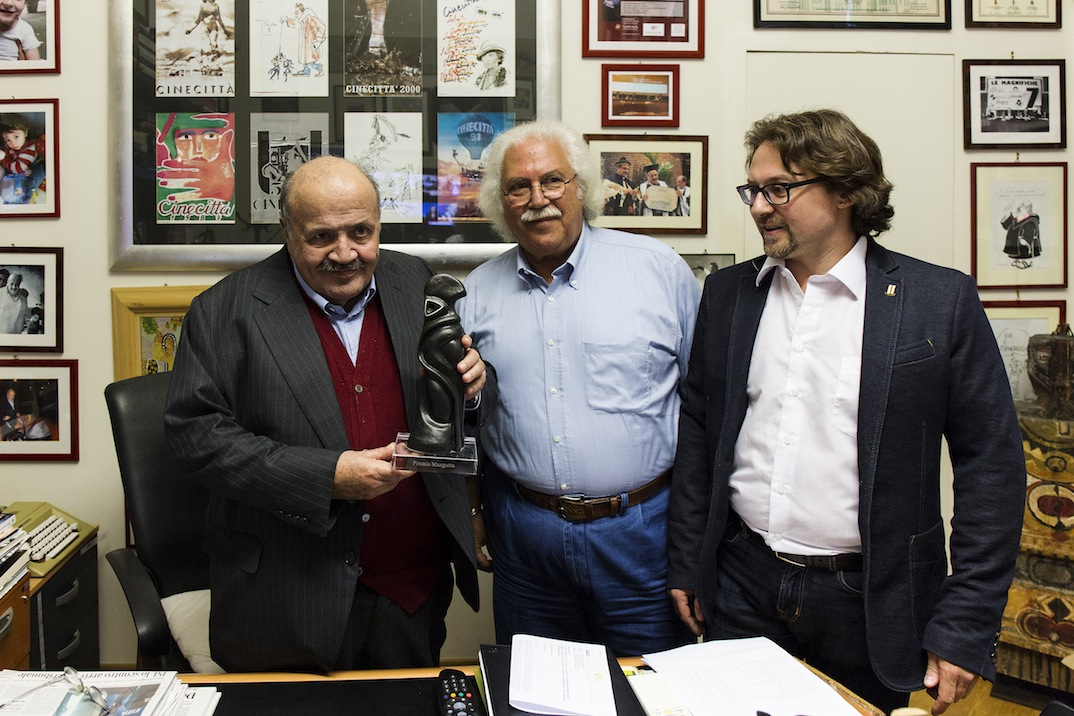
Maurizio Costanzo riceve il "premio Margutta" nel 2015

Dal 12 aprile 2015 va di nuovo in onda il Maurizio Costanzo Show su Rete 4 in prima serata la domenica sera con quattro puntate. Il giornalista prosegue anche la collaborazione con il servizio pubblico televisivo, tornando su Rai Storia con Bella storia e su Rai Premium con Memory dove racconta in seconda serata la storia degli sceneggiati Rai. Da settembre torna dopo 11 anni alla domenica pomeriggio come autore e personaggio fisso di Domenica in. Contemporaneamente tiene la rubrica Domande e risposte - il commento di Costanzo e Le pagelle TV di Costanzo sul settimanale Nuovo, per Cairo Editore.
Dal marzo 2016 torna a condurre una trasmissione quotidiana, dal lunedì al giovedì, su Rai Premium con Parliamone. Nel luglio 2016 sbarca sulla rete Mediaset Iris, dove conduce con lo sceneggiatore Alberto Consarino la rubrica cinematografica Maurizio Costanzo racconta.
Il mese di settembre lo vede impegnato in nuovi progetti radio-televisivi: Swing - Storie sincopate di ieri e di oggi, programma quotidiano su Rai Premium, il ritorno alla seconda serata del sabato con S'è fatta notte, dove affianca Lisa Marzoli, Quella volta che su Radio Zeta L'Italiana alla domenica e con la quarta edizione del Radio Costanzo Show, sempre su RTL 102.5 ogni lunedì e martedì. 
Il 6 ottobre 2016 inizia su Canale 5 L'intervista, riscuotendo ascolti tali da battere il programma concorrente di Rai 1 Petrolio. È ospite ricorrente a DiMartedì su LA7.
Il 2 gennaio 2017 lascia Rtl 102.5 chiudendo il Radio Costanzo Show, che trasloca quindi su Radio 105, in co-conduzione con Carlotta Quadri, con la quale, dopo l'esperienza a Rai Isoradio, conduce Facciamo finta che su R101, trasmesso fino al giorno prima della sua morte.
Dal 10 giugno 2021 al 22 febbraio 2022 è stato responsabile per le strategie di comunicazione della Roma, squadra di cui è sempre stato tifoso.
Ad un anno dalla sua morte, il 20 febbraio 2024, al Teatro Parioli è stata dedicata una serata speciale a Costanzo, presentata da Fabio Fazio, in cui è stata presente anche la sua ultima moglie Maria De Filippi e altri personaggi dello spettacolo; in quell'occasione, il teatro ha cambiato nome in "Parioli-Costanzo".

### Morte
Muore il 24 febbraio 2023 presso la clinica Paideia di Roma, dove era ricoverato da alcuni giorni, per un intervento, all'età di 84 anni. La camera ardente viene allestita nella sala della Protomoteca del Palazzo Senatorio in Campidoglio, mentre il solenne funerale, trasmesso in diretta TV da Rai 1 e Canale 5, viene officiato tre giorni dopo nella basilica di Santa Maria in Montesanto in piazza del Popolo, alla presenza di vari esponenti del mondo delle istituzioni, della cultura, del giornalismo e dello spettacolo. Al termine della cerimonia, il corteo funebre è sfilato davanti al Teatro Parioli; Maurizio Costanzo ha quindi ricevuto sepoltura presso il cimitero del Verano, dapprima in un loculo provvisorio, quindi in una cappella privata, adornata esternamente dal disegno della tartaruga, il suo animale preferito.

## Vita privata
Le prime nozze di Costanzo furono con la fotoreporter Lori Sammartino (1924-1971), ma il matrimonio, celebrato l'11 gennaio 1963, terminò in meno di un anno. Dal 1973 al 1984 è stato coniugato con la giornalista Flaminia Morandi, dalla quale ha avuto due figli: Camilla e Saverio, oggi regista cinematografico e di serie televisive. Costanzo e la Morandi si sono poi separati nel 1977. Nel 1978 ha iniziato una relazione con l'attrice, regista, sceneggiatrice e doppiatrice Simona Izzo, con la quale ha convissuto dal 1983 al 1985 e con la quale ha recitato nella sitcom Orazio. Il 7 giugno 1989 ha sposato la conduttrice televisiva Marta Flavi, a cui era legato sentimentalmente dal 1986, dalla quale si è separato alla fine del 1990 e ha poi divorziato nel 1995. Il 28 agosto 1995, giorno del suo 57º compleanno, si è sposato per la quarta volta, con la conduttrice televisiva Maria De Filippi, sua compagna dal gennaio 1990, con la quale è rimasto sposato fino alla morte. Il matrimonio venne celebrato con rito civile presso il comune di Roma dall'allora sindaco Francesco Rutelli. Nel 2002 la coppia prese in affido Gabriele, un ragazzo all’epoca di dieci anni, che adotterà poi nel 2004.
Nella puntata del Maurizio Costanzo Show del 5 novembre 2022 ammise di avere avuto un legame con l'attrice Giovanna Ralli in gioventù.
Era legato ad Ansedonia, in provincia di Grosseto, dove possedeva una residenza da decenni e vi trascorreva le vacanze insieme alla moglie e ai figli.
Nel 2024 la moglie, Maria De Filippi, smentendo false notizie diffuse in rete, ha rivelato di aver rinunciato all'eredità del marito a favore dei suoi figli e di quello che insieme avevano adottato.

## L'attività politica e massonica

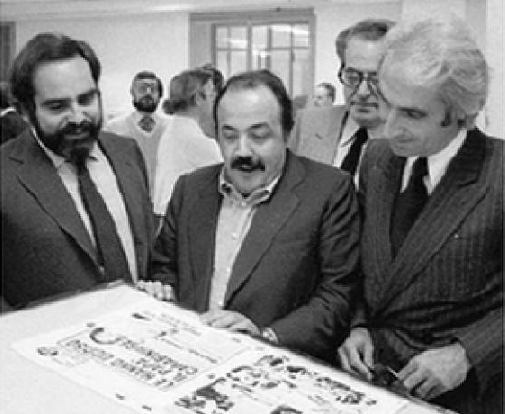
Maurizio Costanzo insieme ad Angelo Rizzoli e Bruno Tassan Din

Nel 1981, direttore del neonato telegiornale Contatto (primo notiziario nazionale non Rai in onda sull'emittente della Rizzoli PIN - Primarete Indipendente), viene coinvolto nello scandalo del ritrovamento della lista degli aderenti alla loggia massonica P2. La sua tessera è la numero 1819 (il suo fascicolo il numero 626) con la qualifica massonica di maestro. Inizialmente nega con decisione l'appartenenza alla loggia (sebbene solo pochi mesi prima avesse fatto sensazione una sua intervista a Licio Gelli, pubblicata sul Corriere della Sera), poi sostiene di essere stato iscritto a sua insaputa, infine ammette la sua partecipazione in un'intervista a Giampaolo Pansa, rilasciata al quotidiano la Repubblica. Tale ammissione è stata definitivamente ribadita dallo stesso Costanzo di fronte alla Corte d'assise, durante il processo ai capi della loggia massonica, accusati di cospirazione politica.
Contrariamente a quanto afferma il giornalista però, rimane traccia del suo sostegno al Piano di Rinascita Democratica ordito dalla P2: su iniziativa di Angelo Rizzoli e Bruno Tassan Din, anch'essi piduisti, nel 1979 Costanzo dirige il tabloid L'Occhio, un giornale che surrettiziamente spiana la strada ad una svolta manu militari della politica italiana, come denunciato nel documentario "P2 Story" (di Giuseppe Ferrara, Rai 1985) da Raffaele Fiengo, per molti anni redattore del Corriere e membro del "Comitato di redazione": in un articolo sulla vicenda del rapimento del giudice Giovanni D'Urso, per esempio, il giornale propone l'intervento dell'esercito e auspica la sospensione dei diritti costituzionali in materia di libertà: dopo le critiche subite dai suoi colleghi, Costanzo finisce col ritirare l'articolo dalla pubblicazione, affermando di "essersi impazzito".
Nel 1976 si candida con il Partito Radicale per entrare in Parlamento ma non è eletto.

## L'impegno contro la mafia e l'attentato di via Fauro
Amico del giudice Giovanni Falcone, ospite alle sue trasmissioni, Costanzo fu sempre molto impegnato, sia personalmente che in ambito professionale, nella lotta alla mafia. In seguito all'omicidio di Libero Grassi, appena un mese dopo, Costanzo e Michele Santoro realizzarono una maratona Rai-Fininvest contro la mafia. Memorabile rimase la scena in cui Costanzo bruciò in diretta una maglietta con scritto "Mafia made in Italy". Proprio questo suo impegno sembra essere la causa, il 14 maggio 1993, di un attentato: una Fiat Uno imbottita di novanta chilogrammi di tritolo esplose a Roma in via Ruggero Fauro (vicino al Teatro Parioli).
Al momento dell'esplosione erano in transito due autovetture: una Mercedes blu, presa a nolo la mattina stessa, condotta da Stefano Degni, su cui sedevano Costanzo (di ritorno dalle registrazioni del Maurizio Costanzo Show) e la compagna Maria De Filippi e, a brevissima distanza, una Lancia Thema con a bordo le guardie del corpo Fabio De Palo (rimasto lievemente ferito) e Aldo Re (che subì lesioni legate allo shock). Fortunatamente, non ci furono vittime e gli occupanti della Mercedes rimasero illesi per un ritardo nello scoppio causato dal telecomando e per un muretto di una scuola che fece da protezione all'automobile blindata di Costanzo. Le indagini successive e le dichiarazioni dei collaboratori di giustizia accertarono che gli autori dell'attentato erano alcuni mafiosi di Brancaccio e che Costanzo risultava tra i principali obiettivi da eliminare per Cosa nostra a causa delle sue trasmissioni. Dal momento dell'attentato, Costanzo visse sotto un protocollo di protezione che prevedeva inizialmente cinque uomini di scorta, in seguito ridotti a due. Il 26 settembre 2019 la Procura Toscana ha reso noto di ipotizzare il coinvolgimento diretto di Silvio Berlusconi nell'attentato, in qualità di mandante.

## Carriera accademica
Dal 1995 al 2009 è stato professore a contratto per la cattedra di Teoria e Tecnica del linguaggio radiotelevisivo presso la facoltà di scienze della comunicazione dell'Università “Sapienza” di Roma. Dall'anno accademico 2011-2012 Costanzo è stato docente di sociologia della comunicazione e radio-televisiva presso la facoltà di scienze della formazione dell'Università degli Studi Niccolò Cusano.

## Procedimenti giudiziari
Nel 1996, durante una puntata del Maurizio Costanzo Show, su Canale 5, Loredana Di Bella ha parlato della sua vita privata e anche del suo ex marito Giuseppe Campagna, un medico dentista. In questo modo, Maurizio Costanzo ha concorso nella lesione del diritto al riserbo del marito. Per questo motivo, la di Bella, Costanzo e RTI (la società produttrice del programma) vennero condannati a pagare 30 milioni di lire,più gli interessi, oltre le spese di giudizio di 8 520 000 lire e quelle di pubblicazione del dispositivo della sentenza di alcuni giornali. Maurizio Costanzo ha commentato questa sentenza con le seguenti parole:
"Rispetto ovviamente il giudizio del magistrato, sentirò l'avvocato e naturalmente ci appelleremo. A memoria, a proposito della puntata interessata, mi sembra di essermi dissociato dalla signora quando le sue accuse diventavano troppo circostanziate: d'altra parte, ogni sera il mio programma dà spazio a tanti ospiti e anzi mi sembra che il tasso di problemi sia bassissimo rispetto al numero dei casi affrontati".

## Altre attività
Costanzo possedeva aziende specializzate nella comunicazione e nell'immagine e opera per conto di aziende e personaggi pubblici (ha curato, tra l'altro, l'immagine dell'ex presidente della Camera dei deputati, Irene Pivetti, e dell'ex sindaco di Roma, Francesco Rutelli). Si è occupato anche di formazione: insieme con Ateneo Impresa ha creato una scuola di comunicazione.
Negli anni ottanta diventa testimonial della marca di camicie Dino Erre Collofit per la quale gira diversi spot. Assieme alla moglie Maria De Filippi ha creato una società di produzione, la Fascino PGT, che produce i programmi della coppia. Nel 2008, regala la sua quota di partecipazione alla moglie, che diventa così proprietaria della società a metà con Mediaset.
Nel giugno 2007 ha suscitato scalpore la notizia secondo cui al presentatore sono stati versati dalla Telecom sette milioni di euro per le sue attività di consulenza. La scoperta, fatta dalla Guardia di Finanza nell'ambito delle indagini condotte sulle spese sostenute dal gruppo telefonico, è stata confermata dallo stesso Costanzo, il quale ha sostenuto la regolarità di queste operazioni. Le Fiamme Gialle non hanno tuttavia trovato alcuna traccia delle prestazioni professionali che avrebbero dovuto giustificare simili esborsi. Nel marzo 2010 Costanzo diviene direttore responsabile della collana Giallo Mondadori.

## Opere
- Ho ucciso la morte, Roma, G. Semerano, 1958.
- Due minuti di silenzio, Roma, Canesi Editore, 1963.
- L'amore in provincia. Confessioni al microfono, Milano, Sugar, 1973.
- Malhumor, Milano, Bietti, 1973.
- Dizionario delle idee correnti, con Umberto Simonetta, Milano, Bompiani, 1975.
- Bontà loro, Milano, Rizzoli, 1978.
- Le polemiche di Acquario, Milano, Rizzoli, 1979.
- Stasera amore. Le storie di sesso e sentimento di molti italiani che avete visto su Retequattro. Da un'idea di Aurelio De Laurentiis, Milano, A. Mondadori, 1983.
- Di amori ne ho avuti tanti. Una hostess. Gli italiani raccontano la loro vita, Milano, A. Mondadori, 1984.
- Però che brutta paura. Un maresciallo di p.s. Gli italiani raccontano la loro vita, Milano, A. Mondadori, 1984.
- E qui comincia l'avventura. Un giovane. Gli italiani raccontano la loro vita, Milano, A. Mondadori, 1984.
- Che succederà dopo la pensione? Un cameriere. Gli italiani raccontano la loro vita, Milano, A. Mondadori, 1984.
- Smemorie, Milano, Rizzoli, 1984.
- Caro Babbo Natale, Milano, Bompiani, 1986.
- Il resto è vita, Milano, Rizzoli, 1986.
- Alfredino. Il pozzo dei troppi misteri, Milano, A. Mondadori, 1987.
- Orazio. Diario di un uomo straordinariamente normale, con Alberto Silvestri, Milano, A. Mondadori, 1987.
- Racconti d'amore, Milano, A. Mondadori, 1988.
- Teatro. Ovvero il fascino discreto della parola, Roma, Gremese, 1990.
- Bella Italia. Perché le leghe?, Milano, Rusconi, 1991.
- Dove andiamo. Riflessioni a sipario chiuso, Milano, A. Mondadori, 1995.
- Dietro l'angolo. Riflessioni per un anno, Milano, A. Mondadori, 1996.
- La televisione è piccola, Milano, Baldini & Castoldi, 1996.
- Un paese anormale. L'Italia che non ci piace, Milano, A. Mondadori, 1999.
- Show. Vent'anni di storie e di personaggi, Milano, A. Mondadori, 2001.
- La TV secondo me. Il futuro della televisione nella rivoluzione digitale, Milano, Il sole-24 ore, 2002.
- Facciamo finta che. L'industria televisione. Produrre fiction seriale, con Flaminia Morandi, Roma, Carocci, 2003.
- Per sempre (Anima graffiata). un film di Alessandro Di Robilant, con Laura Sabatino, Venezia, Marsilio, 2003.
- Scrivimi subito. Per dire tutto, dirlo bene e dirlo in breve, (a cura di), Milano, A. Mondadori, 2004.
- Chi mi credo di essere, Milano, A. Mondadori, 2004.
- Lo chiamavano varietà. L'industria televisione. Produrre l'intrattenimento, con Flaminia Morandi, Roma, Carocci, 2004.
- E che sarà mai?, Milano, A. Mondadori, 2006.
- Il poeta Straniero, ovvero Straniero Ugo, poeta, con Enrico Vaime, Roma-Reggio Emilia, Aliberti, 2009.
- La strategia della tartaruga. Manuale di sopravvivenza, Milano, Mondadori, 2009. ISBN 88-04-59494-2
- Preferisco i cani (e un gatto), Milano, Mondadori, 2011. ISBN 978-88-04-61429-6
- Ho fatto quello che ho potuto. Conversazione con Maurizio Costanzo, di Paolo Silvestrini, Roma, Edilazio, 2013. ISBN 978-88-98135-24-0
- Il tritolo e le rose, Milano, Mondadori, 2018, ISBN 978-8804685074.
- Smemorabilia. Catalogo sentimentale degli oggetti perduti, Milano, Mondadori, 2022, ISBN 978-8804749165.

## Televisione
- Finalmente domenica (Secondo Programma, 1972)
- Alle sette della sera (Secondo Programma, 1974-1975)
- Bontà loro (Rete 1, 1976-1978; Rai 1, 2010-2011)
- Acquario (Rete 1, 1978-1979)
- Grand'Italia (Rete 1, 1979-1980)
- Contatto (Primarete Indipendente, 1980)
- Attenzione! (Napoli Canale 21, 1982-1983)
- Passo parola (Tv private, 1982)
- Maurizio Costanzo Show (Rete 4, 1982-1986, 2005, 2015-2016; Canale 5, 1986-2005, 2007-2009, 2017-2022; Canale 5 Plus, 2005-2006, Iris, 2017)
  - Maurizio Costanzo Show Speciale Trenta ore per la vita (Canale 5, 1994-1997)
  - I tre tenori (Canale 5, 1998)
  - In ordine alfabetico (Canale 5, 1999)
  - Maurizio Costanzo Show - 20 anni (Canale 5, 2001)
  - Maurizio Costanzo Show - …E adesso fate i bravi - Ricordo di Alberto Castagna (Rete 4, 2005)
  - Conversando (Canale 5, 2006-2007)
  - Maurizio Costanzo Show - La storia (Mediaset Extra, 2014)
  - Maurizio Costanzo racconta (Iris, 2016-2017)
  - Maurizio Costanzo Show - 10 anni di Iris (Iris, 2017)
  - Maurizio Costanzo Show - 35 anni (Mediaset Extra, 2017-2018)
  - Alfabeto (Iris, 2018-2022)
  - Maurizio Costanzo Show - Allegria! (Canale 5, 2019)
- Fascination (Rete 4, 1983-1984)
- Blackout (Canale 5, 1984)
- Si o no (Rete 4, 1985)
- Buona Domenica (Canale 5, 1985-1987, 1996-2006)
  - Buon Natale (Canale 5, 1984, 1987)
  - Buon Anno (Canale 5, 1986, 1987)
  - Buon Capodanno (Canale 5, 1997-2005[76])
- Totò 20 anni dopo (Canale 5, 1987)
- Uomo, scienziato (Canale 5, 1987)
- Galà di Ciak (Canale 5, 1988)
- Unbelapplauso (Canale 5, 1989)
- Cerco e offro (Canale 5, 1989-1990)
- Miss Italia (Rai 1, 1989-1990) Presidente della giuria artistica
- Buon compleanno Canale 5 (Canale 5, 1990-1991)
- 7 scenari per il 2000 (Canale 5, 1991)
- Dopo cena (Videolina, 1991)
- Guerra o pace (Canale 5, 1992)
- Forum (Canale 5, 1995-1996) [77]
- La febbre del venerdì sera (Canale 5, 1996)
- Esclusivo 5 (Canale 5, 1997-1998)
- Emozioni 1998 - Concerto per Battisti (Canale 5, 1998)
- Volare... Emozioni 1998 (Canale 5, 1998)
- Cari amici miei (Italia 1, 2001)
- Tutte le mattine (Canale 5, 2004-2006)
- Il diario (Canale 5, 2005-2006)
- Altrove - Liberi di sperare (Italia 1, 2006)
- Il grande cinema italiano (Rete 4, 2006)
- Buon pomeriggio (Canale 5, 2006-2007)
- Voglia (Italia 1, 2006)
- Stella (Sky Vivo, 2007)
- Palco e retropalco (Rai 2, Rai 3, 2009-2010)
- Memorie dal bianco e nero (Rai 1, 2009-2010)
- Bontà sua (Rai 1, 2010)
- Notti mondiali (Rai 1, 2010)
- Italia mia (Rai 1, 2011)
- Maurizio Costanzo Talk (Rai 2, 2011)
- Di che talento sei? (Rai 1, 2011-2012)
- Italia in 4D (Rai Storia, 2012-2013)
- S'è fatta notte (Rai 1, 2012-2022)
- Se non è Vero è verosimile (Vero Capri, 2012-2013)
- Sussurri e grida (TGCOM24, 2012-2019)
- Scusi, mi racconta San Marino? (San Marino RTV, 2013-2017, 2021)
- Memory (Rai Premium, 2015)
- Techetechete' (Rai 1, 2015) Puntata 49
- Bella storia (Rai Storia, 2015)
- Parliamone (Rai Premium, 2016)
- Swing - Storie sincopate di ieri e di oggi (Rai Premium, 2016)
- L'intervista (Canale 5, 2016-2021)
- Ieri oggi italiani (Rete 4, 2018)
- Il gran varietà (Rai 1, 2019-2020)
- Rai, storie di un'italiana (Rai 2, 2020)
- Insonnia (Rai 3, 2020)
- Io li conoscevo bene (Rai 3, 2021-2022)

## Radio
- Canzoni e nuvole, a cura di Maurizio Costanzo, presenta Nunzio Filogamo, febbraio 1964
- Tredici personaggi in cerca di Rossella (Secondo Canale Rai, 1964)
- Buon pomeriggio (Rai Radio 1, 1970-1972) con Dina Luce
- Questo sì, questo no (Radio Rai, 1970)
- Federico, eccetera eccetera (Radio Rai, 1970-1971)
- Dalla vostra parte (Radio Rai, 1973)
- Il giocone (Radio Rai, 1973)
- Carmela (Radio Rai, 1975)
- Voi ed io : punto e a capo, musiche e parole provocate dai fatti, dal lunedì al sabato dalle 9 alle 10.30 (Rai Radiouno, 18 luglio - 6 agosto 1977), regia Luigi Grillo poi Marco Lami.
- Radio Costanzo Show (RTL 102.5, 2012-2017; Radio 105, 2017-2019)
- Strada facendo (Rai Isoradio, 2019-2021)
- Facciamo finta che... (R101, 2021-2023)

## Filmografia

### Regia
- Melodrammore (1977)

### Sceneggiatore
- A qualsiasi prezzo, regia di Emilio Miraglia (1968)
- I quattro del pater noster, regia di Ruggero Deodato (1969)
- Cerca di capirmi, regia di Mariano Laurenti (1970)
- Riuscirà il cav. papà Ubu?, regia di Vito Molinari e Beppe Recchia (1971)
- Giandomenico Fracchia - Sogni proibiti di uno di noi, regia di Antonello Falqui (1975)
- Al piacere di rivederla, regia di Marco Leto (1976)
- La madama, regia di Duccio Tessari (1976)
- Bordella, regia di Pupi Avati (1976)
- La casa dalle finestre che ridono, regia di Pupi Avati (1976)
- Culastrisce nobile veneziano, regia di Flavio Mogherini (1976)
- L'altra metà del cielo, regia di Franco Rossi (1977)
- Tutti defunti... tranne i morti, regia di Pupi Avati (1977)
- Una giornata particolare, regia di Ettore Scola (1977)
- Melodrammore, regia di Maurizio Costanzo (1977)
- Kolossal - i magnifici Macisti, regia di Antonio Avati – documentario (1977)
- Jazz Band, regia di Pupi Avati – miniserie TV, 3 episodi (1978)
- Le strelle nel fosso, regia di Pupi Avati (1979)
- Cinema!!!, regia di Pupi Avati – miniserie TV, 4 episodi (1979)
- Zeder, regia di Pupi Avati (1983)
- Preferisco Vivere, regia di Paolo Pietrangeli – film TV (1989)
- Per sempre, regia di Alessandro Di Robilant (2003)
- Madame, regia di Salvatore Samperi – miniserie TV, 2 episodi (2004)
- Passo a due, regia di Andrea Barzini (2005)
- Troppo belli, regia di Ugo Fabrizio Giordani (2005)
- Voce del verbo amore, regia di Andrea Manni (2007)
- Parlami di me, regia di Brando De Sica (2008)

### Attore
- "FF.SS." - Cioè: "...che mi hai portato a fare sopra a Posillipo se non mi vuoi più bene?", regia di Renzo Arbore (1983) – se stesso
- Orazio – serie TV (1985-1987)
- Ovidio – serie TV (1989)
- Anni 90 - Parte II, regia di Enrico Oldoini, episodio Quando scappa scappa (1993)
- Bodyguards - Guardie del corpo, regia di Neri Parenti (2000) – se stesso
- Caterina va in città, regia di Paolo Virzì (2003) – se stesso

### Altri media
- Costanzo viene citato nelle canzoni Si si si No no no dei Vallanzaska con lo pseudonimo di Buddha, Luna park mentale e Italiano medio degli Articolo 31, Nuntereggae più di Rino Gaetano e La strana famiglia di Giorgio Gaber.

## Paroliere
| Anno | Titolo                        | Autori del testo                                     | Autori della musica                                  | Interpreti                                                    |
| ---- | ----------------------------- | ---------------------------------------------------- | ---------------------------------------------------- | ------------------------------------------------------------- |
| 1958 | Fantastica                    | Maurizio Costanzo, Giuseppe Bentivoglio              | Cinico Angelini                                      | Johnny Dorelli, Natalino Otto, Gino Latilla, Fred Buscaglione |
| 1966 | Se telefonando                | Maurizio Costanzo, Ghigo De Chiara                   | Ennio Morricone                                      | Mina                                                          |
| 1966 | Je Changerais D'avis          | Maurizio Costanzo, Ghigo De Chiara                   | Ennio Morricone                                      | Françoise Hardy                                               |
| 1968 | Dietro-front                  | Maurizio Costanzo                                    | C. Redwood                                           | Rocky Roberts                                                 |
| 1969 | Non aver nessuno da aspettare | Maurizio Costanzo, Fiorenzo Fiorentini, Mino Reitano | Franco Reitano, Mino Reitano                         | Mino Reitano                                                  |
| 1971 | Dammi mille baci              | Franco Franchi, Velia Maggiulli e Maurizio Costanzo  | Gian Franco e Gian Piero Reverberi, Edoardo Vianello | Ricchi e Poveri                                               |
| 1975 | L'elefante non dimentica      | Maurizio Costanzo, Enzo Trapani, Alberto Testa       | Vito Tommaso                                         | Baba Yaga, Christian De Sica                                  |
| 1975 | Facciamo finta che            | Maurizio Costanzo, Umberto Simonetta                 | Franco Pisano                                        | Ombretta Colli                                                |
| 1976 | Luna quadrata                 | Maurizio Costanzo, Dino Verde                        | Marcello De Martino                                  | Ombretta Colli                                                |
| 1980 | Ma...                         | Maurizio Costanzo, Cristiano Minellono, Toto Cutugno | Toto Cutugno                                         | Toto Cutugno                                                  |
| 2003 | Ma dai                        | Maurizio Costanzo                                    | Mario Lavezzi                                        | Andrea Cardillo, Valeria Monetti                              |
| 2004 | Semplicemente (Canto per te)  | Maurizio Costanzo, Nick The Nightfly                 | Corrado Rustici                                      | Andrea Bocelli                                                |
| 2004 | Passionalità                  | Maurizio Costanzo                                    | Mario Lavezzi                                        | Mario Lavezzi, Veronica Piris                                 |
| 2006 | Quanto ti amo                 | Maurizio Costanzo                                    | Alex Britti                                          | Alex Britti                                                   |
| 2011 | Un tangaccio                  | Maurizio Costanzo                                    | Corrado Castellari, Cristiano Malgioglio             | Rosanna Fratello                                              |
| 2012 | Da quando mi hai lasciata     | Maurizio Costanzo                                    | Corrado Castellari, Cristiano Malgioglio             | Marcella Bella                                                |